# جان اینگل
جان اینگل (انگلیسی: John Ingle؛ ۷ مهٔ ۱۹۲۸ – ۱۶ سپتامبر ۲۰۱۲) یک هنرپیشه، صداپیشه و آموزگار اهل ایالات متحده آمریکا بود. وی بین سال‌های ۱۹۸۱ تا ۲۰۱۲ میلادی فعالیت می‌کرد.
از فیلم‌ها یا برنامه‌های تلویزیونی که وی در آن نقش داشته است می‌توان به پلیس آهنی ۲، مرگ درخور اوست، هذرها، زمان‌سنج اشاره کرد.